# NGC 2291
NGC 2291 este o galaxie lenticulară situată în constelația Gemenii. A fost descoperită în 22 ianuarie 1827 de către John Herschel. Se află la o distanță de 73,08 de megaparseci de Pământ.